# (29925) 1999 JV28
A (29925) 1999 JV28 a Naprendszer kisbolygóövében található aszteroida. A LINEAR projekt keretében fedezték fel 1999. május 10-én.